# The $treet
The $treet è una serie televisiva statunitense in 12 episodi di cui 6 trasmessi per la prima volta nel corso di una sola stagione nel 2000.
È una serie drammatica incentrata sulle vicende del personale di uno studio di intermediazione finanziaria di New York chiamato Belmont Stevens. Dei 12 episodi prodotti solo sei andarono in onda negli Stati Uniti durante la prima televisiva su Fox.

## Personaggi e interpreti

### Personaggi principali
- Jack T. Kenderson (12 episodi), interpretato da Tom Everett Scott.
- Alexandra 'Alex' Brill (12 episodi),), interpretato da Nina Garbiras.
- Tim Sherman (12 episodi), interpretato da Christian Campbell.
- Donna Pasqua (12 episodi),), interpretato da Melissa De Sousa.
- Freddie Sacker (12 episodi), interpretato da Rick Hoffman.
- Chris McConnell (12 episodi), interpretato da Sean Maher.
- Tom Divack (12 episodi), interpretato da Giancarlo Esposito.
- Catherine Miller (12 episodi),), interpretato da Jennifer Connelly.
- Evan Mitchell (12 episodi), interpretato da Adam Goldberg.
- Bridget Deshiel (11 episodi),), interpretato da Bridgette Wilson-Sampras.
- Wall St. Trader (10 episodi), interpretato da George Pappas.
- Lewis Blake (9 episodi), interpretato da Rob Brock.
- Cal Harper (9 episodi), interpretato da Loring Murtha.
- Gillian Sherman (8 episodi),), interpretato da Jennie Garth.

### Personaggi secondari
- Joanne Sacker (5 episodi),), interpretato da Heather Burns.
- Trainee (5 episodi), interpretato da Tim Carr.
- Clay Hammond (5 episodi), interpretato da Bradley Cooper.
- J.D. (4 episodi), interpretato da Geoffrey Cantor.
- Alison (3 episodi), interpretata da Isabel Gillies.
- Bull Sweeney (3 episodi), interpretato da Ian Matthews.
- Robert Blagman (2 episodi), interpretato da John Scurti.
- Dottoressa Betsy Richards (2 episodi), interpretata da Mimi Langeland.
- Duncan (2 episodi), interpretato da Derek Cecil.
- Pete Dearborn (2 episodi), interpretato da Jake Weber.

## Produzione
La serie, ideata da Jeff Rake e Darren Star, fu prodotta da Artists Television Group, Columbia TriStar Television e Darren Star Productions e girata a New York. Le musiche furono composte da W.G. Snuffy Walden e Joseph Williams.

### Registi
Tra i registi sono accreditati:
- Donna Deitch in 2 episodi (2000-2001)
- Michael Dinner in 2 episodi (2000)
- David Hugh Jones in 2 episodi (2000)

### Sceneggiatori
Tra gli sceneggiatori sono accreditati:
- Darren Star in 12 episodi (2000-2001)
- Jeff Rake in 6 episodi (2000)
- Jeff Pinkner in 2 episodi (2000)
- Gary Glasberg

## Distribuzione
La serie fu trasmessa negli Stati Uniti dal 1º novembre 2000 al 6 dicembre 2000 sulla rete televisiva Fox.
Alcune delle uscite internazionali sono state:
- negli Stati Uniti il 1º novembre 2000 (The $treet)
- in Francia il 2 ottobre 2001 (The $treet)
- in Germania il 1º dicembre 2001 (The $treet - Wer bietet mehr?)
- in Svizzera il 2 giugno 2003

## Episodi
| Stagione       | Episodi | Prima TV USA |
| -------------- | ------- | ------------ |
| Prima stagione | 12      | 2000         |